# Carsonella Ruddii
Carsonella Ruddii är den levande organism som har minst antal kända gener i sin arvsmassa. Den har 182 gener. Carsonella Ruddii är en bakterie som lever i insekter, och kan inte föröka sig utan hjälp av en värdcell i insekten. Den levererar viktiga aminosyror till insekten som tack för husrummet.